# Louis Bourgeois (personnalité politique)
Pour les articles homonymes, voir Louis Bourgeois et Bourgeois.
Ne doit pas être confondu avec François Louis Bourgeois ou Jean-Louis Bourgeois.
Louis Henri Bourgeois, né le 15 octobre 1800 à Démérara et mort le 22 octobre 1834 à Lausanne est une personnalité politique suisse.

## Biographie
Né au dans la colonie néerlandaise de Démérara d'une mère inconnue, Louis rentre à l'âge de trois ans avec son père à Lausanne. Il étudie à l'institut Pestalozzi puis aux universités de Genève, Lausanne et Paris, où il suit des cours de sylviculture pour devenir inspecteur forestier. En 1831, il est élu successivement au Grand Conseil puis au conseil d'État du canton de Vaud; il restera à son poste pendant quatre ans.

## Publications
- Considérations sur la liberté du commerce des bois dans le canton de Vaud, 1831
- Note sur une nouvelle station du pélodyte ponctué dans la Seine-Inférieure, J. Lecerf, 1891 (ASIN B001CEXATG)
- Note sur une épidémie de fièvre typhoïde, 1895 (ASIN B0000DX9PK)

## Citation
Louis Henri Bourgeois est présent en tant que PNJ dans le jeu-vidéo "lausanne 1830: histoires de registres" développé en 2022 par l'EPFL. Il est trouvable devant le casino de derrière-bourg.